# تاكاشي تاكابابياشي
تاكاشي تاكابابياشي (高林 隆) (ولد 2 أغسطس 1931 - 27 ديسمبر 2009) هو لاعب كرة قدم ياباني شارك في دورة الألعاب الأولمبية الصيفية عام 1956 في ملبورن.

## روابط خارجية
- تاكاشي تاكابابياشي على موقع الاتحاد الدولي (مؤرشف)  (الإنجليزية)
- تاكاشي تاكابابياشي على موقع ناشيونال فوتبول تيمز (الإنجليزية)
- تاكاشي تاكابابياشي على موقع عالم كرة القدم.نت (الإنجليزية)
- تاكاشي تاكابابياشي على موقع أوليمبيديا (الإنجليزية)

1. ↑  تاكاشي تاكابابياشي – سجل منافسات الفيفا

- Takashi Takabayashi's obituary[وصلة مكسورة]